# قبة القاصد
تقع قبة القاصد بشارع باب النصر -جنوب جامع الحاكم بأمر الله الفاطمي- بحي الجمالية. كانت القبة جزءًا من مدرسة تدعى المدرسة القاصدية والتي أنشئت للشيخ عبد الله الميارفارقين المعروف بالقاصد، لكن تهدمت هذه المدرسة وتداعت مبانيها حتى جددها شخص يسمى علي بن حسين في عهد الناصر محمد بن قايتباي
القبة مبنية من الحجر ومغطاة بطبقة من الجص  وتتكون من مربع حجري سفلي له واجهة رئيسية في الناحية الشمالية الغربية تطل على شارع باب النصر، ويوجد في ركنها الغربي مدخل رئيسي عبارة عن حجر غائر يتوجه عقد مدائني بسيط ويكتنفه من اسفل مكسلتان حجريتان متشابهتان بينهما فتحة باب ذات مصراع خشبي يعلوه عتب حجري مستقيم يليه نفيس فوقه عقد عاتق، يلي ذلك نافذة صغيرة مربعة تغشيها بقايا زخارف جصية ذات أشكال هندسية متشابكة في أعلاها كتابة نسخية نصها «يا الله يا محمد»، وعلى يسار هذا المدخل فتحة شباك مستطيل يغشيه من الخارج حجاب خشبي بسيط وتغلق عليه من الداخل درفتان خشبيتان، ويقوم فوق هذا المربع السفلي مثمن في أركانه أربع مناطق انتقال خارجية متدرجة ذات مستويين، فتح المعماري فيه ثمان نوافذ كانت مغشاة بالجص المعشق بالزجاج الملون. وتقوم على هذا المثمن رقبة إسطوانية بها ثمان نوافذ معقودة بعقود مدببة منكسرة يعلوها شريط كتابي بخط النسخ المملوكي البارز بين شريطين نباتيين نصه «بسم الله الرحمن الرحيم إنما يعمر مساجد الله من آمن بالله واليوم الآخر وأقام الصلاة وآتى الزكاة» وترتكز على هذه الرقبة قبة مضلعة ذات قطاع مدبب يتوجها هلال من المعدن.
أما من الداخل فتبدأ القبة بالمدخل الرئيسى بسلم هابط من ثلاث درجات ينتهي إلى ردهة مستطيلة ذات أرضية من بلاطات حجرية وسقف من عروق خشبية مطبقة بالألواح على يسارها فتحة شباك ذات حجاب خشبي، ويعلو فتحة الشباك نافذة معقودة بعقد مدبب منكسر، وتفضي هذه الردهة إلى مساحة مستطيلة ذات أرضية من بلاطات حجرية وسقف من العروق الخشبية المطبقة بالألواح، يتصدر ضلعها الجنوبي الشرقي محراب مجوف عبارة عن حنية نصف دائرية ذات عقد دائري تكتنفه من اليمين والشمال كتيبتان ذواتي واجهتين خشبيتين بسيطتين. وفي الركن الشمالي من الضلع الشمالي الغربي لهذه المساحة المستطيلة يوجد مدخل رئيسى للقبة الضريحية، عبارة عن حجر غائر ذو عقد مدائني بسيط يكتنفه من أسفل مكسلتان حجريتان بينهما فتحة ذات مصراعين خشبيين حديثين. ويفضي هذا المدخل إلى حجرة مربعة ذات أرضية من بلاطات حجرية تتوسطها تركيبة خشبية فوق تربة سيدي أحمد القاصد المشار إليه على واجهتها الجنوبية كتابات نسخية من ثلاثة أشرطة بين إطارين نباتيين.
وبالقبة نصوص نسخية متعددة. فنص الشريط العلوي كالآتي «هذا ضريح الفقير إلى الله أحمد من أهل ميارفارقين» ونصها في الشريط الأوسط «الله كل من عليها فإن»، ونصها في الشريط السفلي «عمل على بن عمر»، وفي الجدارين الشمالي الغربي والجنوبي الغربي لهذه الحجرة شباكان مستطيلان يغشي شباك الجدار الشمالي الغربي منهما درفتان خشبيتان بينما الجنوبي الغربي حجاب خشبيى. وفي جدار الحجرة الشمالي الشرقي دخلة كتابية، بينما يتوسط جدارها الجنوبي الشرقي فتحة الباب المؤدية إليها وتعلوها حشوتان رخاميتان عليهما كتابات نسخية بارزة نصها في الحشوة الأولى «هذا ضريح أحمد من أهل ميافارقين أوقف عليها ثلاث»، ونصها في الحشوة الثانية «أن الإمام والمؤذن يلازمان».وتقوم في الأركان العلوية لهذه الحجرة الضريحية أربع مناطق انتقال داخلية مقرنصة تتكون كل منها من حطتين، تحصر كل منطقتين منها فيما بينهما نافذة معقودة بعقد مدبب منكسر، يلي ذلك رقبة إسطوانية بها ثمان نوافذ معقودة بعقود مدببة منكسرة أيضا، وترتكز على هذه الرقبة قبة ملساء غير مزخرفة.
جدير بالذكر أن أجزاء كثيرة من الكتابات النسخية الغائرة التي كانت تحيط بجدران هذه القبة من الداخل قد اندثرت ولم يبق منها سوي كتابات قليلة نصها في الجدار الغربي بعد البسملة وقوله تعالى في آية الكرسي «الله لا إله إلا هو الحي القيوم لا تأخذه سنة ولا». ونصها في الجدار الجنوبي «نوم له ما في السموات وما في» ونصها في الجدار الشرقي «الأرض من ذا الذي يشفع عنده إلا بإذنه يعلم ما بين أيديهم...» ونصها في الجدار الشمالي «...لي أحمد [...] وثلاثين وسبعمائة...».